# Landwirtschaftlicher Kreisverein Wittgenstein
Der Landwirtschaftliche Kreisverein Wittgenstein e.V. ist der älteste Landwirtschaftliche Kreisverein der früheren preußischen Provinzen Rheinland und Westfalen. Er wurde am 12. November 1832 in Berleburg gegründet und hat 1200 Mitglieder.

## Ausgangslage

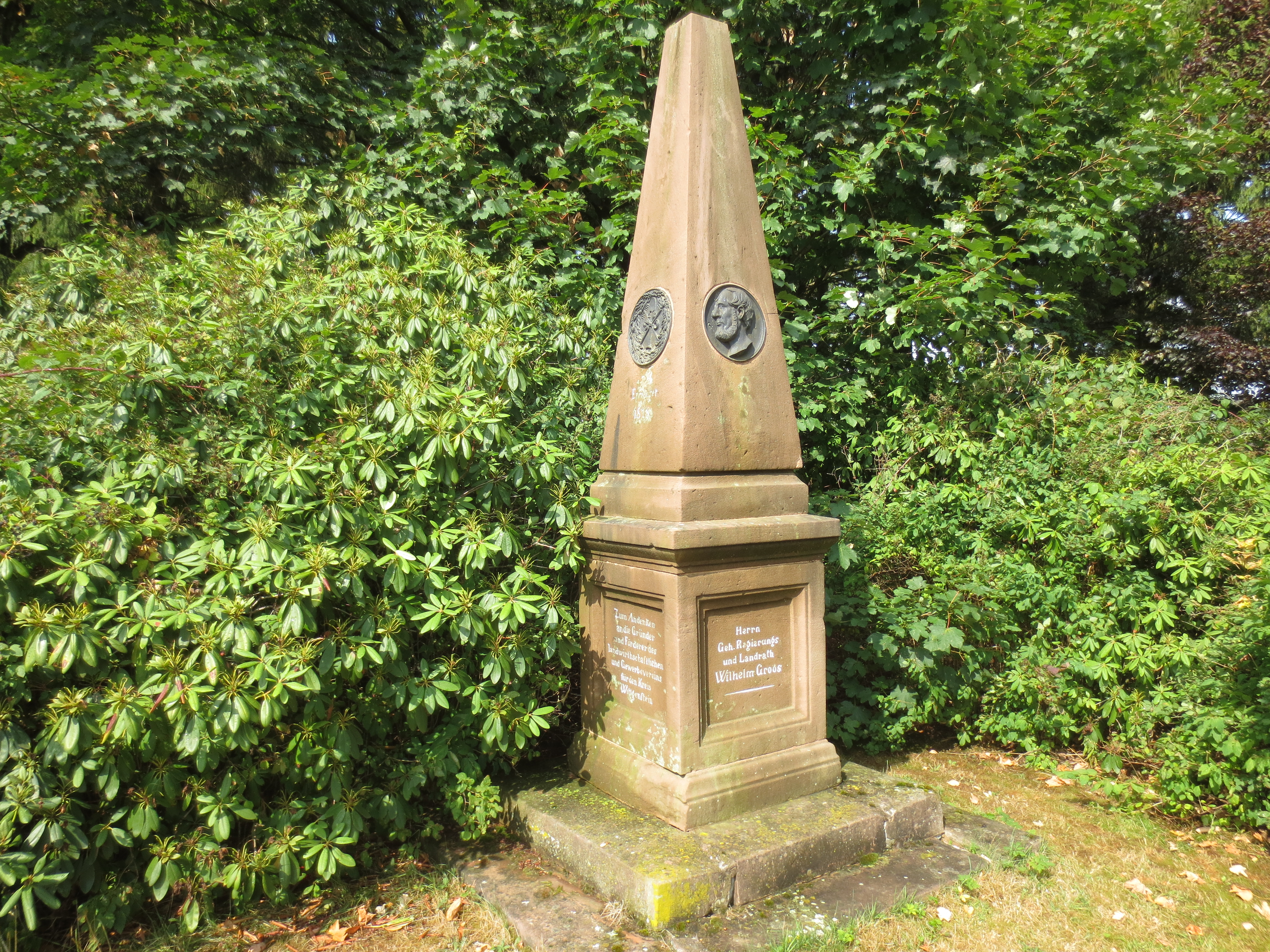
Denkmal für die Gründer des „Landwirtschaftlichen und Gewerbe-Vereins im Kreise Wittgenstein“ auf dem Stünzel.

Die wirtschaftlichen und sozialen Verhältnisse in Wittgenstein waren zu Beginn des 19. Jahrhunderts miserabel und verschlechterten sich nochmals in den 10 Jahren der hessischen Verwaltung (1806–1816) zur drückenden Notlage, nachdem den Bewohnern der beiden Fürstentümer, die bereits mit erheblichen Steuern und Abgaben belastet waren, vom Großherzogtum Hessen noch weitere auferlegt wurden, ohne für eine Entlastung gegenüber den Wittgensteiner Landesherren zu sorgen. 1816 endete die hessische Herrschaft; die beiden Wittgensteiner Fürstentümer wurden an das Königreich Preußen abgetreten, das sich für eine nachhaltige Verbesserung der Verhältnisse einsetzte. Als wichtigste Punkte einer grundlegenden Veränderung im 1817 neu gegründeten Kreis Wittgenstein wurden die Beseitigung der grundherrlichen Abhängigkeit mit seinen enormen Belastungen sowie eine entschiedene Reform der bäuerlichen Wirtschaftsweise gesehen. Daher erklärte die Regierung in Arnsberg am 13. Februar 1817 die Leibeigenschaft für abgeschafft. Durch weitere Verträge des preußischen Staates mit den beiden Wittgensteiner Fürsten wurde eine Reihe standesherrlicher und steuerartiger Abgaben der Standesherren aufgehoben, die nun im Gegenzug auf einen Teil der grundherrlichen Abgaben verzichteten. Dieser Entwicklungsprozess, ständig von Preußen und seinen Repräsentanten vor Ort vorangetrieben, führte allmählich zu einer Verbesserung der wirtschaftlichen Lage und machte gleichzeitig den Weg frei für Zusammenschlüsse der nun freien Bauern. Dennoch dauerte es noch bis zum 22. Dezember 1839, als die Ablösung aller Reallasten verkündet werden konnte und die Wittgensteiner Bauern Eigentümer ihrer bisher verliehenen Güter werden konnten. Parallel dazu hatte man im Kreis Wittgenstein bereits einige Jahre zuvor mit der Gründung eines landwirtschaftlichen Vereins ein ganz neues Selbstverständnis geweckt und gefördert.

## Gründung und Ziele des Vereins
Die Gründung des Vereins geschah auf Initiative zweier Personen: des damaligen Landrates und Geheimen Regierungsrates Wilhelm Friedrich Groos und des Fürstlich Wittgenstein’schen Hofverwalters Daniel Krämer. Sie scharten einen Kreis einflussreicher Wittgensteiner Männer um sich, z. B. den Kaufmann Franz Althaus, Hofapotheker Schütz sowie Ökonom Öchelhäuser aus Berleburg, den fürstlichen Kammerrat Abresch und den fürstlichen Bauführer Rintelen aus Laasphe, den Kaufmann Martin aus Erndtebrück, Pfarrer Vogel aus Feudingen, Schulze Bänffer aus Elsoff, Landwirt Strack aus Holzhausen und Domänenpächter Hofmann aus Saßmannshausen. Nachdem sich insgesamt 112 Gleichgesinnte zusammengefunden hatten, erfolgte am 12. November in Berleburg die Gründung des Vereins „Landwirtschaftlicher und Gewerbe-Verein im Kreise Wittgenstein.“ Den Vorsitz übernahm Landrat Groos; dem ersten Vorstand gehörten die o.a. namentlich genannten Personen an. Die Vereinsstatuten wurden besprochen und in einer zweiten Generalversammlung am 3. August 1833 vorgestellt und genehmigt. Die Ausfertigung der beschlossenen Satzung wurde am 2. Oktober 1833 in Berleburg veröffentlicht und anschließend „höheren Ortes zur Genehmigung“ vorgelegt.
Die Genehmigung der Vereinsstatuten erfolgte am 27. Januar 1834 durch den Oberpräsidenten der Provinz Westfalen, Freiherr von Vincke in Münster.
Ludwig von Vincke genehmigte nicht nur die Satzung, sondern zeigte sich derart davon überzeugt, dass er dem Verein als „wirkliches Mitglied“ und als Förderer beitrat.
Der Verein setzte sich im Wesentlichen folgende Ziele:
- Verbesserung des Wiesenbaus (Be- und Entwässerung, Hebung des Futterbaus, insbesondere der Grünlandwirtschaft)
- Förderung des Ackerbaus (z. B. Hebung der Düngerwirtschaft, Verbesserung der Saatgutverwendung)
- Förderung der Holzzucht (z. B. Verbesserung der bäuerlichen Waldwirtschaft, Auswahl von leistungsstarken Holzsorten)
- Förderung der Viehzucht, insbesondere der Rindviehzucht in Wittgenstein
- Aktivierung, Belebung derjenigen Gewerbe, „die den eigentümlichen Verhältnissen des Kreises Wittgenstein am meisten entsprechen“.
- Aussetzung von Preisen sowie Unterstützungsbeiträge bei Verbesserungen in der Landwirtschaft und im Gewerbe.
- Weitergabe von neuen Erkenntnissen in Landwirtschaft und Gewerbe (heute: Erwachsenenbildung) durch Vorträge und Publikationen, später auch durch Einrichtung landwirtschaftlicher Versuchsfelder und Baumschulen, Gründung einer landwirtschaftlichen Winterschule etc.

Die Hauptversammlungen fanden zunächst alljährlich am „3. August vormittags 9 Uhr“, abwechselnd in Berleburg und Laasphe statt. Dieser feste Termin wurde nach einigen Jahren aufgegeben.

## Erste Entwicklung
Der Verein baute recht schnell ein Netzwerk auf, das weit über den Kreis Wittgenstein hinausging und eine Vielzahl einflussreicher Personen miteinschloss:
Fürst Albrecht I. zu Sayn-Wittgenstein-Berleburg wurde von 1833 bis 1851 Ehrenpräsident.
Fürst Alexander zu Sayn-Wittgenstein-Hohenstein teilte mit ihm die zweite Ehrenpräsidentschaft von 1838 bis 1874.
Fürst Wilhelm zu Sayn-Wittgenstein-Hohenstein, der in Berlin als preußischer Minister im Dienste des Königs stand, wurde von 1838 bis 1874 Protektor des landwirtschaftlichen Vereins,
führende Männer aus Verwaltung und Wissenschaft ernannte man zu Ehrenmitgliedern:
- Professor Kaufmann aus Bonn
- Ökonomierat Pabst aus Darmstadt, weiterhin Mitglieder der Regierung zu Arnsberg:
- Geh. Oberfinanzrat und Regierungspräsident Wolfart
- Regierungsvizepräsident von Porbeck
- Regierungsdirektor von Krug
- Hofgerichtsdirektor Nettler
- Geheimer Regierungsrat Freiherr von Weichs
- Regierungs-Medizinalrat Stoll

Der Generalpostmeister von Nagler gewährte dem Verein Portofreiheit bei der Beförderung von Briefen etc.
Aus dem Verein war in relativ kurzer Zeit ein Unternehmen geworden, das von bestimmenden Einfluss auf die Gesamtheit des wirtschaftlichen Lebens im Kreise Wittgenstein zu werden schien. Viele Jahrzehnte war es Brauch, dass sich der amtierende Landrat an die Spitze des Vereins stellte und ihn maßgeblich förderte.
Der erste Vorsitzende des Vereins, Landrat Groos amtierte von 1832 bis 1851. Unter seiner Führung wurde 1833 das erste Tierschaufest auf dem Stünzel durchgeführt.
Mit dieser Leistungsschau, einhergehend mit Ratschlägen zur Zuchtverbesserung, mit Preisgeldern für die besten Exemplare und einem allgemeinen, jährlichen Austausch untereinander motivierte man die Landwirte und erreichte langfristig eine deutliche Verbesserung der Zuchtergebnisse.
Neben den wörtlich gefassten Zielen in den Statuten war der Wirkungskreis des Vereins allerdings noch erheblich weitreichender:
Er setzte sich u. a. für die Viehversicherung ein, drängte auf die Gründung von Sparkassen, förderte den Straßen- und Wegebau und motivierte zur Intensivierung der Pferde-, Schweine- und Schafzucht.

## Vereinszeitschrift

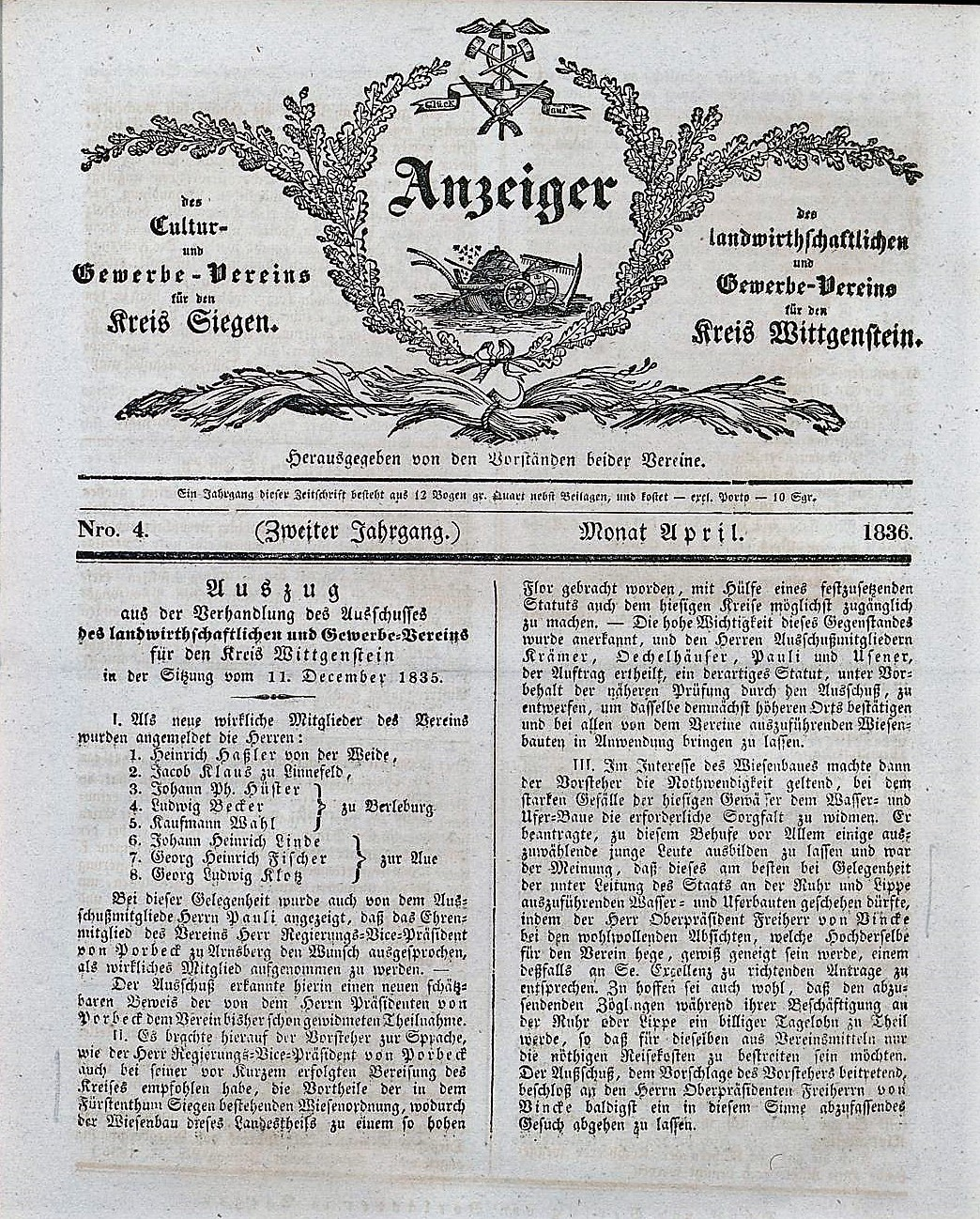
Deckblatt der gemeinsamen Zei-tung der landwirtschaftlichen Vereine in Wittgenstein und Siegen im April 1836

Der Verein war bereits zur Gründungszeit bemüht, seine Ziele auch zu publizieren, damit sie auch die Landwirte in den entlegensten Teilen des Kreises erreichte. Da hierfür die finanziellen Mittel nicht ausreichten, suchte man Anlehnung an benachbarte Institutionen, die ähnliche Probleme hatten. Am 23. November 1834 fassten die Vorstände des Cultur- und Gewerbevereins für den Kreis Siegen und der Landwirtschaftliche und Gewerbeverein für den Kreis Wittgenstein den Beschluss, eine gemeinsame Zeitschrift herauszugeben. Die Zeitung erschien ab Januar 1835 unter Verwendung beider Vereinsnamen und wurde bei Wilhelm Vorländer in Siegen gedruckt. Wegen der jährlichen Kosten von 30 Talern konnte der Wittgensteiner Verein dies sehr schnell nicht mehr tragen und so gaben beide Vereine bereits 1837 den Druck dieser Zeitschrift auf. Anschließend half man sich in Wittgenstein mehr als drei Jahrzehnte mit der Verbreitung von Handzetteln und kleineren Druckschriften. Ab dem 13. Januar 1869 erschien erstmals eine eigene Zeitschrift unter dem Namen „Organ des landwirtschaftlichen und Gewerbe-Vereins im Kreise Wittgenstein“ Die Schriftleitung übernahm der Domäneninspektor Daniel Krämer, der im Frühjahr 1868 als Vereinsvorsitzender gewählt worden war. Der Druck der Zeitung erfolgt zunächst bei Matthey, dann bei Winckel in Berleburg, später bei Ernst Schmidt in Laasphe. Die Zeitschrift wurde den Vereinsmitgliedern kostenlos zugestellt, sie wurde aber auch im Sieger- und Sauerland gelesen und erreichte 1878 eine Auflage von 1250 Exemplaren. Auch die nachfolgenden Vereinsvorsitzenden übernahmen die Aufgabe als Herausgeber und Autoren des „Organs“, bis 1894 der Landrat von Gersdorff sich mit dieser Zusatzarbeit überlastet sah, wodurch der Druck dieser Publikation zunächst eingestellt wurde. Eine Wiederbelebung der Zeitschrift erfolgte nochmals in den Jahren 1898–1905 unter der Schriftleitung des Laaspher Domäneninspektors Jonas. Nach dessen Tod im Jahre 1904 blieb die Frage des Herausgebers ungelöst und die Hauptversammlung vom 5. Oktober 1905 beschloss die endgültige Einstellung der Zeitschrift. Hiernach bezog man die „Landwirtschaftliche Zeitung für Westfalen und Lippe“.

## Denkmal für die Gründer

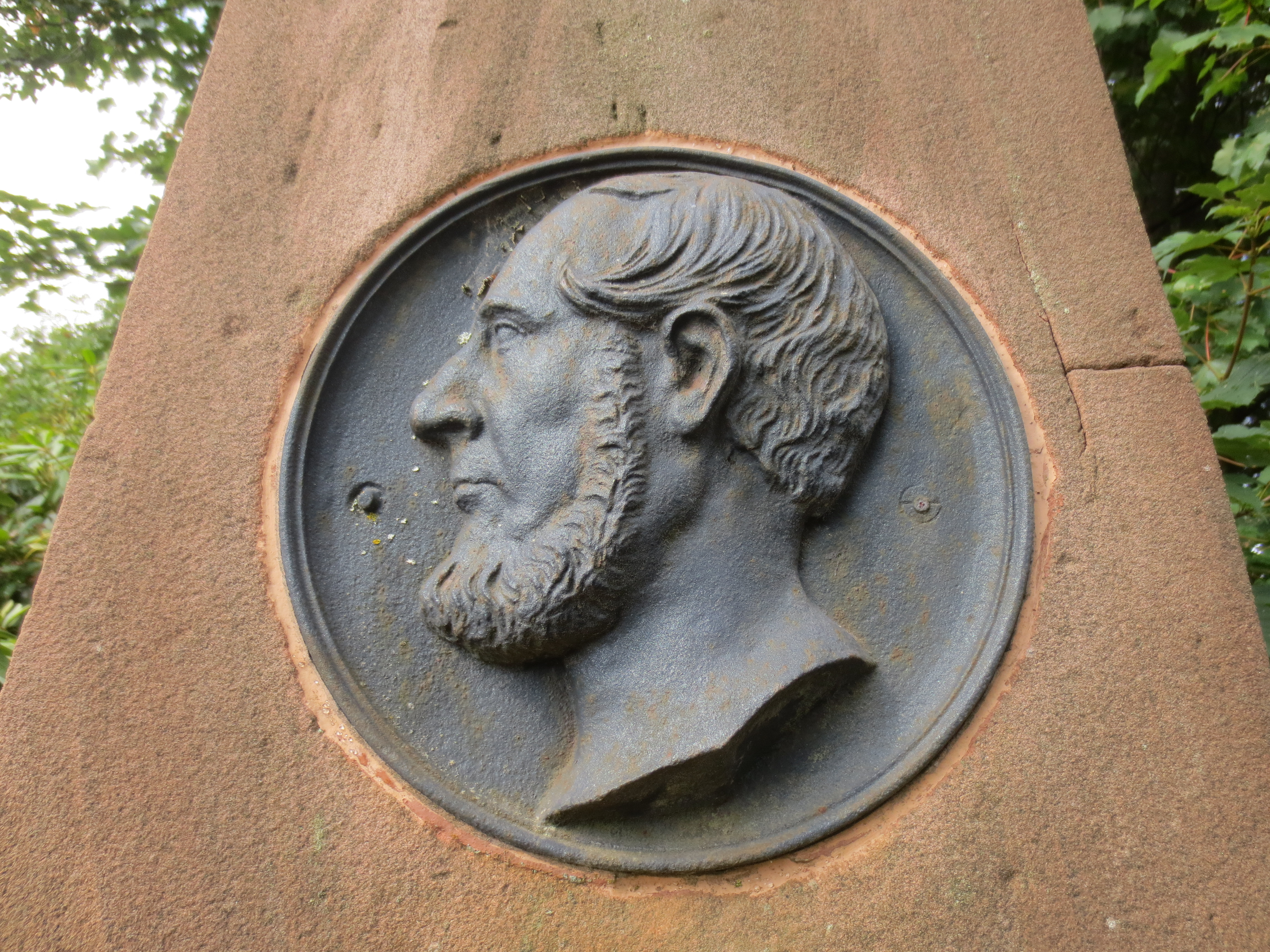
Denkmal Landrat Friedrich Wilhelm Groos (1804-1874)

Dem langjährigen Wirken der beiden maßgeblichen Gründer des Vereins setzte der Verein 1878 ein Denkmal in der Gemarkung Stünzel im Bereich des Ortseinganges. Der exponierte Platz wurde gewählt, weil in unmittelbarer Nähe die Grenze zwischen den beiden Fürstentümern Sayn-Wittgenstein-Berleburg und Sayn-Wittgenstein Hohenstein verlief. Zudem liegt der Ort an der Landstraße zwischen Sassenhausen und Weidenhausen nur einige Hundert Meter vom Festplatz Stünzel entfernt. Das Denkmal wurde am Mittwoch, dem 19. Juni 1878 anlässlich des damaligen Tierschaufestes feierlich eingeweiht. Die Einweihungsrede wurde vom amtierenden Vorsitzenden des Vereins, Landrat von Schrötter gehalten.
Es handelt sich um ein ca. drei Meter hohes Denkmal aus Sandstein mit den beiden Kopfprofilen der Gründerväter. Das Denkmal trägt die Inschrift:
„Zum Andenken an die Gründer und Förderer des landwirthschaftlichen und Gewerbevereins für den Kreis Wittgenstein
Herrn Geh. Regierungs- und Landrath Wilhelm Groos
Herrn Domaineninspector Daniel Kraemer
Errichtet 1878.“
Zu den Ehrengästen der Einweihung zählten auch die beiden Brüder des bereits verstorbenen Vereinsgründers, die Laaspher Ärzte Emil und Eduard Groos, die sich wenig später mit einer großformatigen Anzeige im Kreisblatt bedankten. Wenige Tage nach der Einweihung beklagt die Zeitung eine Sachbeschädigung am Denkmal. Offenbar hatten Unbekannte ihre Äxte am Sandstein geschärft.

## Verringerung der Aufgaben
Mit der Gründung der Landwirtschaftsschule und Wirtschaftsberatungsstelle in Erndtebrück durch die Landwirtschaftskammer Westfalen-Lippe im Jahre 1919 gab der Kreisverein einen großen Teil seiner bisherigen Aufgaben an diese neue Institution ab.
Einen starken Einbruch erlebte der Landwirtschaftliche Kreisverein in den Jahren 1933/34. Der Verein wurde seitens des NS-Staates aufgelöst und in den „Reichsnährstand“ eingegliedert. Die Tierschauen fanden während des Zweiten Weltkrieges nicht statt. Nach dem Krieg begann der Landwirtschaftliche Kreisverein wieder mit seiner Arbeit, beschränkte sich aber im Wesentlichen auf die Veranstaltungen von Tierschauen. Diese konnte der Verein aber im Laufe der Jahre zu einer der bekanntesten Leistungsschauen der heimischen Landwirtschaft ausbauen.

## Liste der Vorsitzenden und Geschäftsführer, aktuelle Ehrenvorsitzende

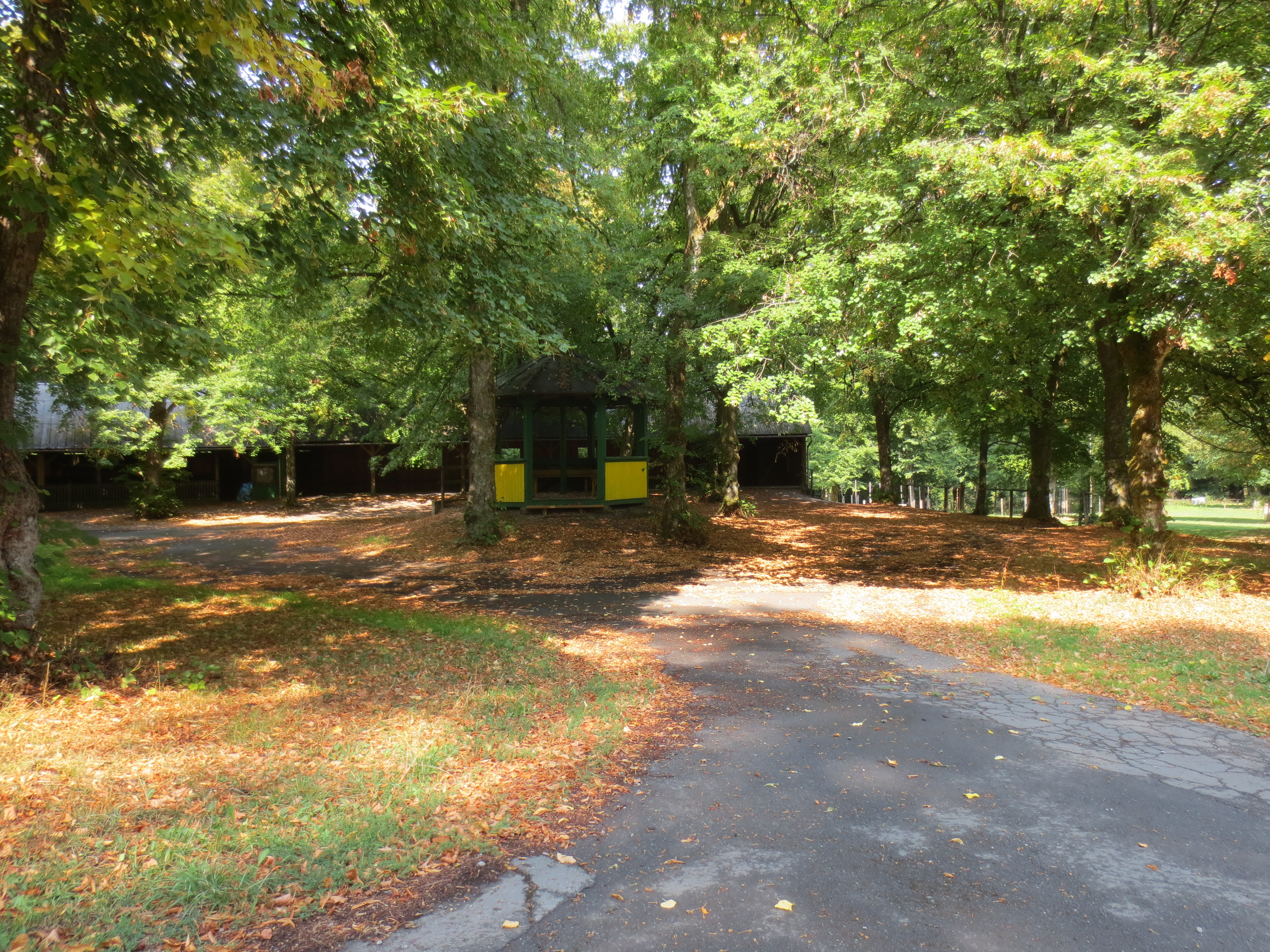
Festplatz Stünzel, in der Bildmitte das Kapellenhäuschen.

Vorsitzende
| 1832–1851 | Friedrich Wilhelm Groos | Landrat                                                                                       |
| 1851–1852 | Franz Althaus           | Kaufmann                                                                                      |
| 1852–1854 | Bruno v. Schrötter      | Landrat                                                                                       |
| 1855–1861 | Julius v. Oven          | Landrat                                                                                       |
| 1861–1863 | Karl v. Thielen         | Regierungsassessor, späterer Kgl.Preuß. Staatsminister und Minister für öffentliche Arbeiten. |
| 1864–1867 | Julius v. Oven          | Landrat                                                                                       |
| 1867–1867 | Karl Staudinger         | Domänenpächter                                                                                |
| 1868–1871 | Daniel Kraemer          | Domäneninspektor                                                                              |
| 1871–1890 | Wilhelm v. Schroetter   | Landrat                                                                                       |
| 1890      | Philipp Meder           | Kreistierarzt                                                                                 |
| 1891–1905 | Kurt v. Gersdorff       | Landrat                                                                                       |
| 1905–1911 | Karl Schroeder          | Landrat                                                                                       |
| 1911–1917 | Karl v. Hartmann-Krey   | Landrat                                                                                       |
| 1918–1929 | Dr. Erich Kretschmar    | Landrat                                                                                       |
| 1929–1932 | August Möhn             | Ökonomie-Inspektor                                                                            |
| 1932–1934 | Georg Spies             | Landwirt                                                                                      |
|           |                         |                                                                                               |
| 1946–1952 | Christian Born          | Landwirt                                                                                      |
| 1952–1958 | Wilhelm Neuser          | Landwirt                                                                                      |
| 1958–1970 | Hugo Claudy             | Landwirt                                                                                      |
| 1970–1998 | Günter Menn             | Landwirt                                                                                      |
| 1998–2014 | Helmut Dreisbach        | Landwirt                                                                                      |
| 2014–     | Karsten Hof             | Landwirt                                                                                      |

Geschäftsführer
| 1919–1927 | Georg Hopp            | Landwirtschaftsrat                    |
| 1927–1933 | Otto Müller           | Landwirtschaftsrat                    |
| 1933–1934 | Dr. Heinz Gramann     | Landwirtschaftsrat                    |
| 1946–1948 | Dr. Otto Germann      | Oberlandwirtschaftsrat                |
| 1948–1966 | Hans Seidenstücker    | Oberlandwirtschaftsrat                |
| 1966–1989 | Dr. Gottfried Henrich | Landwirtschaftsdirektor               |
| 1989–1995 | Hermann Lenneper      | Geschäftsführer Landwirtschaftskammer |
| 1995–2006 | Dr. Berndt Högermeyer | Geschäftsführer Landwirtschaftskammer |
| 2007–2013 | Norbert Wickel        | Rechtsanwalt                          |
| 2013–2015 | Ursula Grauel         |                                       |
| 2015–     | Jörg Sureth           |                                       |

Ehrenvorsitzende: Günter Menn, Rohrbach, Helmut Dreisbach, Rinthe

## Aktueller Stand
Der Verein hat im Jahr 2018 ca. 1200 Mitglieder. Eines der Hauptbetätigungsfelder ist die Organisation des bekannten Tierschaufestes: Das Stünzelfest, eine Veranstaltung, die sich in ihrem Mix aus Tierschau und Tierhandel, Ausstellung landwirtschaftlicher Maschinen und Fahrzeuge, Verkauf von Waren aller Art, Speise- und Kirmesangeboten noch heute großer Beliebtheit erfreut und Zehntausende von Besuchern einmal im Jahr auf den Waldfestplatz an den Ortsrand des kleinen Berleburger Ortsteils Stünzel lockt.